# أياكس أمستردام
نادي أياكس الأمستردامي لكرة القدم (بالهولندية: Amsterdamsche Football Club Ajax) هو نادي كرة قدم هولندي من العاصمة أمستردام تأسس في 18 مارس 1900 على يد فلوريس ستيمبل وكارل ريسير وهان ديد. يلعب أياكس أمستردام في الدوري الهولندي الممتاز. ويشكل مع ناديي فاينورد وآيندهوفن الأقطاب الثلاث لكرة القدم الهولندية. ويلعب الفريق مبارياته في ملعب يوهان كرويف أرينا الذي افتتح في عام 1996، ويتسع لـ52،342 متفرج.
فاز أياكس بـ65 بطولة محلية، حيث فاز بلقب الدوري الهولندي الممتاز 36 مرة، وبطولة كأس هولندا 20 مرة و كأس السوبر الهولندي 9 مرات. يعد نادي أياكس أمستردام من أنجح الأندية في قارة أوروبا، فيمتلك في رصيده 10 بطولات أوروبية موزعة (4 ألقاب دوري أبطال أوروبا، لقبين كأس السوبر الأوروبي ولقبين كأس الإنتركونتيننتال، ولقب وحيد في الدوري الأوروبي و كذلك لقب وحيد في كأس الكؤوس الأوروبية). مما جعله في المرتبة السابعة كأفضل نادي في القرن بالاعتماد على أرقام الاتحاد الدولي لتاريخ وإحصاءات كرة القدم. أيضا يعد أياكس من الأندية الأربعة فقط بجوار بايرن ميونخ، يوفنتوس، تشيلسي الذين استطاعوا أن يحققوا جميع البطولات الأوروبية. وهو واحد من خمس أندية مع إيه سي ميلان، بايرن ميونخ، ريال مدريد، ليفربول التي لها الحق بالاحتفاظ بكأس دوري أبطال أوروبا.
يُشتهر أياكس أيضًا بأكاديميته، حيث اكتشف العديد من اللاعبين الموهوبين، أبرزهم يوهان كرويف، ماركو فان باستن، فرانك رايكارد، كلارنس سيدورف، دينيس بيركامب، زلاتان إبراهيموفيتش والتوأم فرانك دي بور ورونالد دي بور. كذلك يُشتهر الفريق العاصمي بأنه مُبتكر الكرة الشاملة في عقد السبعينات مع المدرب رينوس ميتشيلز والجناح الطائر يوهان كرويف. حيث ساهمت هذه الطريقة الممتعة بفوز أياكس بثلاث بطولات متالية لدوري أبطال أوروبا. يعد مراقبو أكاديمية أياكس من أنشط المراقبين الفنيين في أوروبا. يمتلك أياكس أمستردام قاعدة جماهيرية ضخمة في هولندا ويمتلك قاعدة جماهيرية حول العالم.

## تاريخ النادي

### البدايات
تأسس نادي أياكس في الثامن عشر من شهر مارس لسنة 1900. استطاع النادي الوصول إلى الدرجة الأعلى في منافسات كرة القدم في هولندا في سنة 1911 ليحقق في سنة 1917 فوزه المهم الأول باقتناصه لكأس هولندا. وفي الموسم التالي أصبح أياكس الفائز ببطولة هولندا لكرة القدم، ودافع عن لقبه في موسم 1918-19 ليصبح الفريق الهولندي الوحيد الذي يحقق هكذا إنجاز.
خلال العشرينيات من القرن الماضي، أثبت نادي أياكس نفسه كفريق محلي قوي، واستطاع الفوز بالدوري الهولندي في القسم الغربي في سنوات 1921 و1927 و1928، إلا أنه لم يستطع تحقيق اللقب على نطاق هولندا بأكملها. لكن هذا تغير في عقد الثلاثينيات، حيث فاز النادي بخمس بطولات وطنية وذلك في سنوات 1931 و1932 و1934 و1937 و1939، مما جعله أكثر النوادي نجاحاً في هولندا في تلك الفترة. وفاز أياكس للمرة الثانية بكأس هولندا في موسم 1942-43، وحقق اللقب الثامن في الدوري في موسم 1946-47، وهو الموسم الأخير للمدرب الإنجليزي جاك رينولدز الذي أوصل النادي إلى كل تلك البطولات.

### الخمسينيات: النسخة الجديدة من الدوري الهولندي
في سنة 1956، وبعد استحداث الدوري الهولندي الممتاز، لعب أياكس كأحد الأندية المشاركة للمرة الأولى في البطولة الجديدة، وفاز باللقب الأول، مما أهله إلى المشاركة للمرة الأولى في النسخة الجديدة من كأس دوري أبطال أوروبا في السنة التالية، إلا أنه خسر أمام النادي المجري فاساس صاحب اللقب في مباراة انتهت بنتيجة مجمعة 6-2 وذلك في مرحلة ربع النهائي. وفي سنة 1960 فاز أياكس مرة أخرى بلقب الدوري الهولندي الممتاز وفي السنة التالية فاز بلقبه الثالث في كأس هولندا.

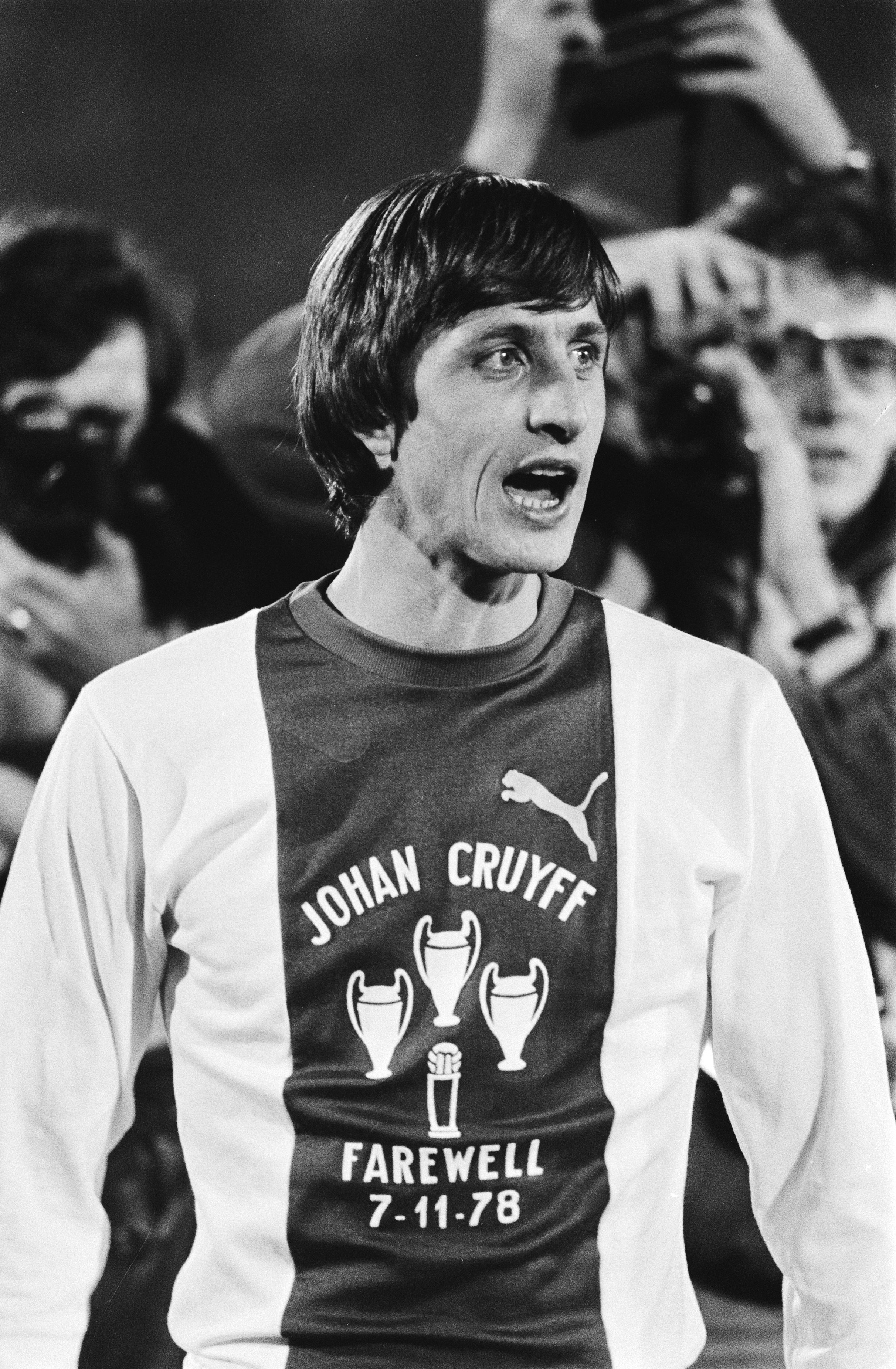
يوهان كرويف، أحد أهم لاعبي نادي أياكس

### الستينيات والسبعينيات: الكرة الشاملة مع ميتشلز وكرويف
في سنة 1965 بدأ رينوس ميتشلز بتدريب النادي، وقد لعب معه سابقاً بين سنوات 1946 و1958، وعُرف بتطبيقه لمفهوم الكرة الشاملة، وهو المفهوم الذي اقترن بنادي أياكس وكذلك منتخب هولندا في تلك الفترة، كما التحق يوهان كرويف بالفريق قبل إدارة ميتشيلز للفريق بسنة واحدة، ويعتبر كرويف في نظر الكثيرين أفضل لاعب هولندي على الإطلاق، وقد شهدت تلك الفترة أكبر نجاحات النادي، حيث استطاع تحقيق سبع بطولات في الدوري الهولندي الممتاز وأربع بطولات في كأس هولندا وثلاث كؤوس أوروبية.
فاز أياكس بالدوري الهولندي الممتاز في مواسم 1966 و1967 و1968، ووصل إلى نهائي كأس أوروبا في 1969 ليخسر أمام إيه سي ميلان. خلال موسم 1966-67، أحرز لاعبو النادي رقماً قياسياً في عدد الأهداف في الدوري الممتاز وهو 122 هدف، كما فازوا بكأس هولندا، وهو الموسم الأول الذي يفوز فيه النادي بالبطولتين معاً. في موسم 1969-70، فاز أياكس بالدوري مرة أخرى وكذلك كأس هولندا، ومن ضمن الـ 34 مباراة التي خاضها فقد فاز في 27 مباراة أحرز فيها مئة هدف.

### الألفية الجديدة

#### 2016-17
تم تعيين بيتر بوتشز لقيادة النادي واستطاع الوصول بالنادي إلى نهائي الدوري الأوروبي 2017، وهو إنجاز لم يصل إليه النادي في أي بطولة أوروبية منذ 21 سنة. وخسر النادي في المباراة النهائية أمام مانشستر يونايتد، وتميز فريق أياكس باحتوائه على كم كبير من اللاعبين الصغار في السن مع متوسط عمر 22 سنة و282 يوم للاعب. وللمرة الثالثة على التوالي، حصد أياكس لقب الوصيف في الدوري الهولندي الممتاز وهذه المرة لصالح فينورد .

#### 2017-18
استطاع أياكس المشاركة بشكل لافت في دوري أبطال أوروبا 2018-19، وتمكن من الوصول إلى نصف النهائي. ولكونهم قد حصدوا المركز الثاني في الدوري الهولندي الممتاز 2017-18 فقد دخل أياكس إلى الدورة التأهيلية الثانية. وبعد انتصارات قوية تأهل لدورة المجموعات، ووضع في مجموعة واحدة مع بايرن ميونخ الألماني وبنفيكا البرتغالي وأيك أثينا اليوناني. واستطاع تحقيق المركز الثاني في المجموعة ليتأهل إلى المرحلة الحاسمة، حيث وجد النادي نفسه أمام مواجهة مع ريال مدريد الحاصل على الدوري لثلاث مرات متتالية، ومًني أياكس بخسارة 2-1 في مباراة الذهاب، إلا أنه فاز على ريال مدريد في ملعبهم سانتياجو بيرنابيو برباعية مقابل هدف واحد. ومع تأهله إلى ربع النهائي، واجه أياكس نادي يوفنتوس، وفي مباراة الذهاب التي لعبت على ملعب يوهان كرويف، انتهت المباراة بالتعادل الإيجابي، في حين استطاع أياكس الفوز على يوفنتوس في ملعبهم ستاد يوفنتوس بنتيجة 2-1، وذلك بتسجيل ماتيس دي ليخت هدف أياكس الثاني الذي تسبب بفوزهم ووصولهم إلى أول نصف نهائي لدوري الأبطال منذ 1997، وفي مباراة نصف النهائي تواجه أياكس مع توتنهام وهزم الفريق الإنجليزي 1-0 في مباراة الذهاب، وفي مباراة الإياب، أحرز أياكس في الشوط الأول هدفين مقابل لاشيء، مما يجعل النتيجة الكلية 3-0، إلا أن توتنهام قام بمفاجأة في الشوط الثاني بتسجيله ثلاث أهداف من ضمنها هدف في الدقيقة السادسة في الوقت بدل الضائع، وبهذا فاز توتنهام بسبب قانون أهداف خارج الديار.

## الفرق الأخرى

### جونغ أياكس
جونغ أياكس (بالهولندية: Jong Ajax) أو شباب أياكس (في السابق كان يُشتهر باسم أياكس 2) هو الفريق الثاني للنادي. يتكون الفريق في الغالب من لاعبي كرة قدم محترفين كانوا قد وصلوا إلى المستوى الأعلى للشباب ويمضون سنتهم الأولى في عقدهم مع النادي، أو اللاعبين غير القادرين على اللعب مع الفريق الأول. تنافس جونغ أياكس منذ 1992 في Beloften Eredivisie وهي المنافسة الأعلى للفرق الاحتياطية في هولندا، وذلك في خضم مواجهات مع نوادي مثل آيندهوفن وغرونينغن وإي زد ألكمار. ومن بين الخمس وعشرين بطولة، وذلك منذ انطلاق الدوري في 1992 وحتى دورته الأخيرة في 2016، استطاع جونغ أياكس الفوز بالعدد الأكبر من البطولات وهو 8 بطولات. كما فاز ببطولة كأس هولندا للفرق الاحتياطية ثلاث مرات. ومع فوزه باللقب في دوري Beloften Eredivisie، أصبح بإمكان الفريق المشاركة مع الفرق الأولى في كأس هولندا، وقد وصل إلى نصف النهائي ثلاث مرات. وكانت نتيجتهم الأفضل في موسم 2001-02 بعد خسارتهم أمام أوترخت بالضربات الترجيحية في نصف النهائي، ولولا تلك الخسارة فقد كان من المفترض أن يلعب جونغ أياكس أمام الفريق الأول لأياكس في نهائي كأس هولندا.

### فريق النساء
تأسس فريق أياكس لكرة القدم للنساء في 18 مايو 2012. يلعب الفريق في الدوري الهولندي لكرة القدم للسيدات، ولعب سابقًا في بطولة BeNe، والتي كانت البطولة الأعلى لكرة القدم النسائية في بلجيكا وهولندا. وحقق الفريق بطولة الدوري المحلي للمرة الأولى في موسم 2016-17، وخلال السنوات الماضية استطاع النادي أن يضم بين صفوفه مجموعة من اللاعبات المميزات مثل دافني كوستر وأنوك هوجينديجك وبيترا هوجونينج. وفي يونيو 2019، أصبح النادي سبّاقاً بين الأندية الهولندية في منحه للفريق النسائي عقود عمل خاصة تعطي للاعبات بعض حقوق وامتيازات فرق الرجال مثل الحد الأدنى للأجور والعطلات والتأمين الصحي.
مدرب الفريق منذ 2019 هو داني شينكيل، وهو مدافع سابق لعب مع تيلستار وسبارتا روتردام وأندية أخرى. وسبقه في تدريب النادي كل من بينو نيهوم (2017-2019) وإد إنجلكيز (2012-2017) الذي درب من قبل منتخب هولندا لكرة القدم للسيدات.

## المنافسة

### مع نادي فينورد
يعتبر نادي فينورد الغريم التقليدي لنادي أياكس، وفي كل عام تتم مواجهة بينهما تسمى دي كلاسيكر (بالهولندية: De Klassieker). خلال السبعينيات، وباستثناء أياكس وفينورد، لم تحقق بقية النوادي الهولندية بطولات على المستوى الدولي أو القاري، ولذلك كانت المواجهة السنوية بين أياكس وفينورد تحدد الفريق الأقوى في هولندا. ويمتد الصراع ما بين الناديين إلى أبعد من المواجهة الكروية، فنادي أياكس يعبر بشكل تقليدي عن الطبقة المخملية والمثقفة في العاصمة أمستردام في حين أن نادي فينورد الذي تأسس على يد عمال مرفأ مدينة روتردام يعبر عن الطبقة العاملة.
عقد اللقاء الأول لـ «دي كلاسيكر» في 9 أكتوبر 1921، وانتهى بفوز أياكس 3-2 إلا أنه تم اعتماد التعادل بنتيجة 2-2 بعد اعتراض فينورد على هدف أياكس الأخير. وفي عقدي الثلاثينيات والأربعينيات كان الصراع بينهما عن من يملك الملعب الأكبر. منذ 1947 وحتى 1956 لم يتواجه الفريقان في أي لقاء رسمي، وفي موسم 1960-61 استطاع فينورد الفوز بنتيجة قياسية 9-5، وعاد بعدها بثلاث سنوات ليفوز 9-4. أما في الثمانينيات، فقد زاد التوتر بين جماهير الفريقين بعد انتقال فيم يانسن الذي لعب 15 موسم مع فينورد إلى أياكس، ومن ثم انتقال أحد أهم رموز أياكس وهو يوهان كرويف ليختتم مسيرته مع فينورد، وفي موسم 1983 استطاع أياكس الرد بقوة بالفوز 8-3 وهو الفوز الأكبر بالنسبة له في تاريخ المواجهات. وقد عرفت المواجهات بين الفريقين أحداث شغب وعنف بين جماهير كل منهما، خاصة في تلك الفترة، وفي موسم 1997-98 تواجه الناديان بدون حضور الجماهير، وذلك بعد حادثة قتل فيها أحد مشجعي أياكس بالطعن وفي السنوات اللاحقة ظهرت حوادث عنف أخرى، وفي فبراير 2009، منع الاتحاد الهولندي لكرة القدم جماهير كل فريق من زيارة ملاعب الخصم.
التقى الفريقان في 190 لقاء مع نهاية عام 2017، استطاع فيها أياكس الفوز في 84 مباراة في حين فاز فينورد في 58 مباراة.

## الملاعب
شُيِّد ملعب نادي أياكس الأول في سنة 1911 من الخشب وسُمي بـ Het Houten Stadion (الملعب الخشبي). لاحقًا لعب النادي في الملعب الأولمبي الذي تم تشييده لاستضافة الألعاب الأوليمبية الصيفية 1928 التي استضافتها العاصمة الهولندية. وفي سنة 1943 انتقل النادي إلى ملعب دي مير في شرق أمستردام، وهو مصمم من قبل المهندس وعضو النادي دان رودنبرج الذي صمم أيضاً الملعب الخشبي. وسعة الستاد الجديد هي 29,500 متفرج. وقد استمر النادي في استخدام الملعب حتى سنة 1996، إلا أنه في المباريات المهمة كان يلعب النادي في الملعب الأولمبي الذي يسع ضعف عدد المتفرجين.

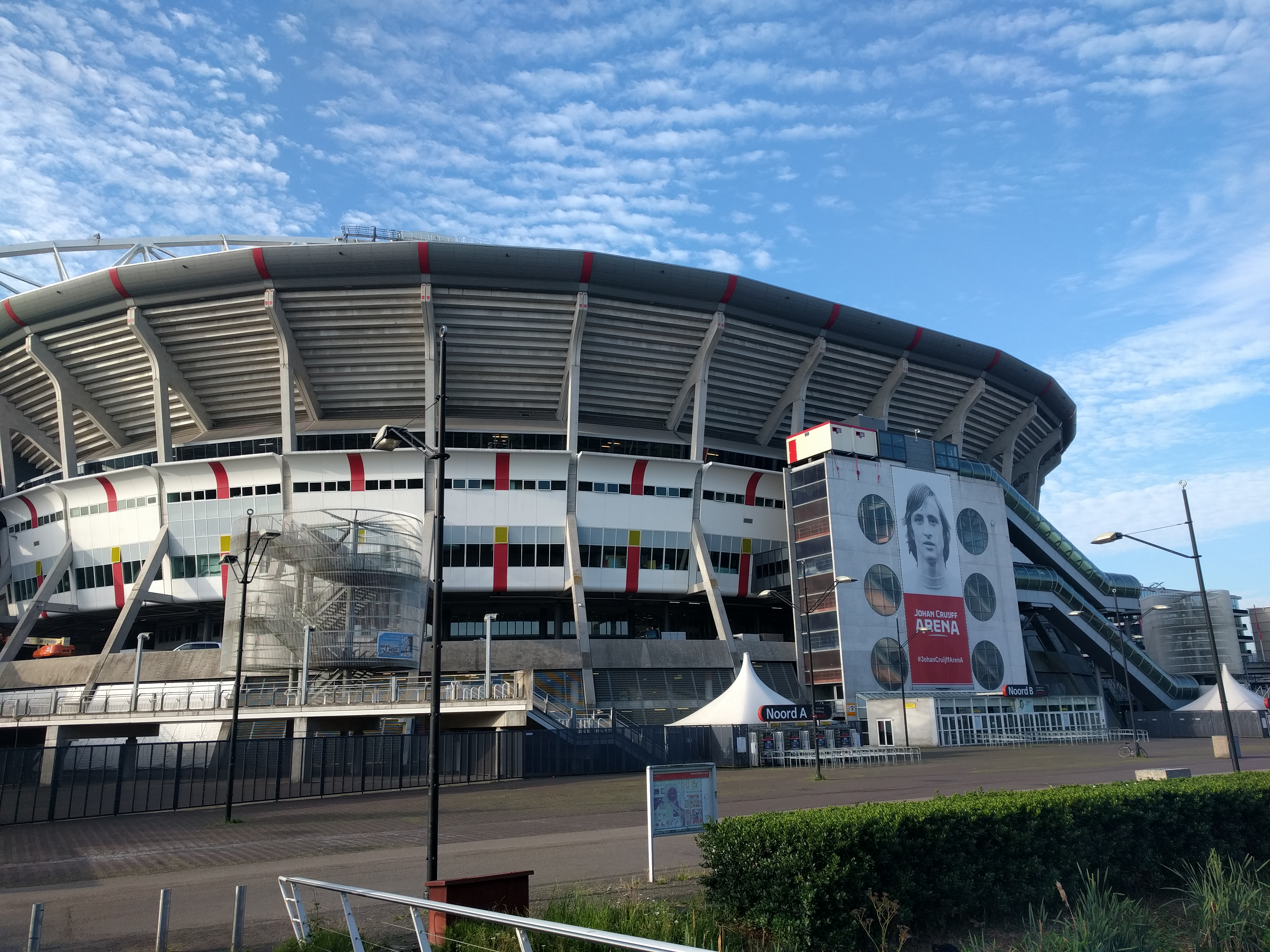
يوهان كرويف أرينا

في 1996 انتقل النادي إلى ملعب في جنوب شرق أمستردام تم تسميته في سنة 2018 بملعب يوهان كرويف. وقد بُني عن طريق بلدية أمستردام وبتكلفة وصلت إلى 134 مليون دولار، ويسع الملعب 54,990 متفرج، وفي موسم 2006-07 كان متوسط عدد المتفرجين 48,610 إلا أنه زاد إلى 49,128 في الموسم التالي. والملعب ذو سقف قابل للفتح. لكن، وعلى نطاق محلي، حصد الملعب سمعة سيئة بسبب العشب الذي كان يتأثر بنقص أشعة الشمس عند إغلاق سقف الملعب، لكن في موسم 2008-09 استقدمت إدارة النادي نظام حراري صناعي لحل المشكلة. أما نادي ملعب دي مير لعب عليه أياكس لعقود، فقد تم هدمه وبيعت الأرض إلى مجلس مدينة أمستردام ليحل لاحقاً محله حيّ سكني.

## الأمور المالية والإدارية

### البورصة
نادي أياكس هو النادي الهولندي الوحيد الذي تم طرحه في عرض عام أولي. وذلك بعد تسجيله في البورصة الإلكترونية يورونكست فئة (NV) في 17 مايو 1998. استطاع النادي أن يحقق عوائد وصلت إلى 54 مليون يورو في السنة الأولى بعد الطرح. ولكن لم يدم النجاح طويلاً، حيث انخفض سعر السهم ليصل إلى ثلاثة ونصف يورو للسهم الواحد. وظهرت انتقادات بأن الفئة المدرج فيها النادي في البورصة ليست مناسبة لنادي كرة قدم، وفي سنة 2008 ارتفع سعر السهم إلى 5.90 يورو، وقد عُقدت لجنة تدقيق في نفس السنة وصلت إلى نتيجة مفادها أن الاكتتاب ليس مفيداً للنادي وأنه يجب أخذ الإجراءات اللازمة للخروج من البورصة وذلك عبر شراء الأسهم العامة. مع ذلك لايزال النادي مدرجاً في البورصة حتى الآن.

### رعاة الفريق

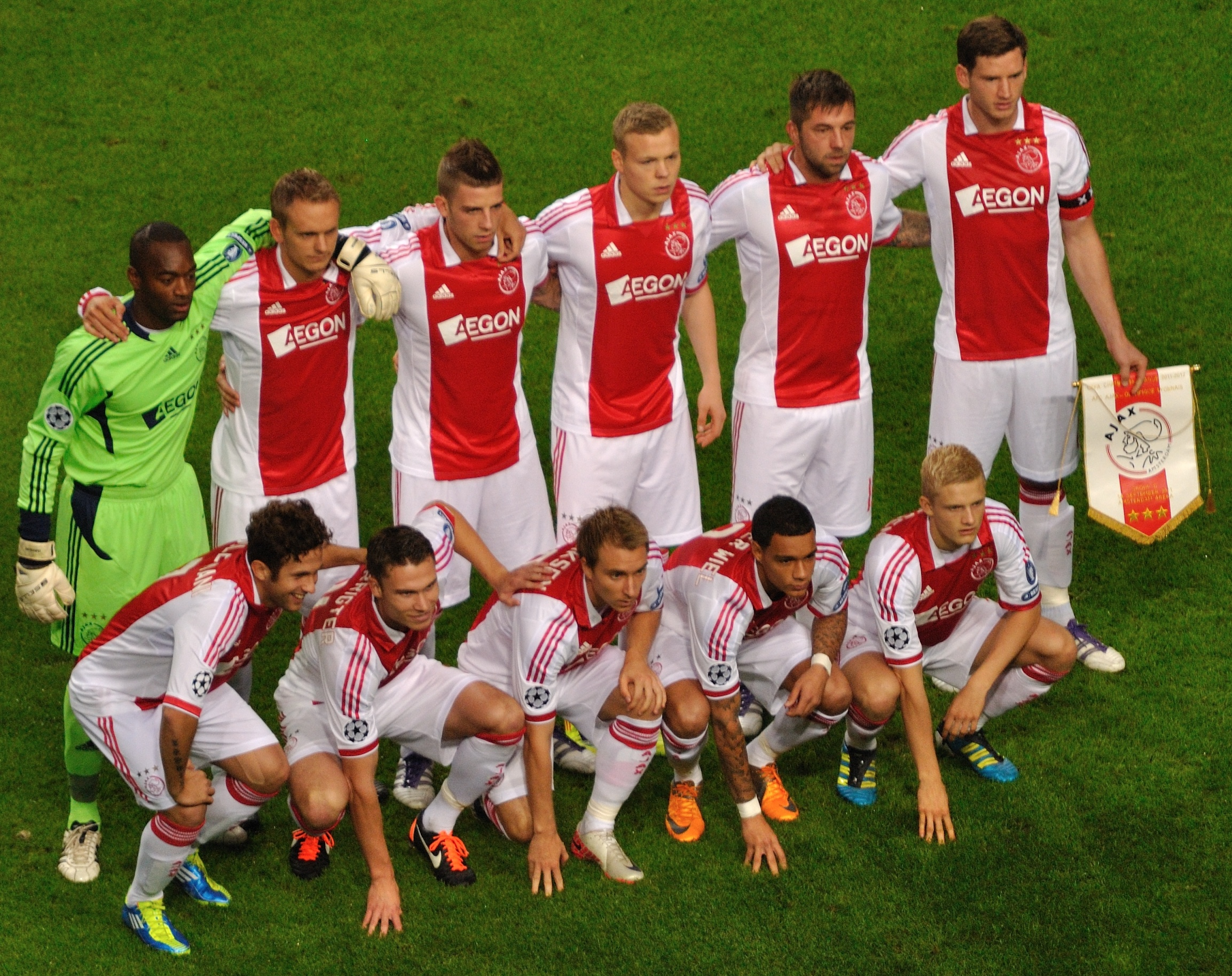
لاعبو أياكس في 2011 خلال مباراتهم أمام أولمبيك ليون وهم مرتدون ملابسهم المصنعة من قبل "أديداس" مع شعار الراعي الرسمي "أيجون"

شركة زيغو هي الراعي الرسمي للفريق منذ 2015، وأديداس كمُصنع ملابس الفريق منذ 2000.
كانت شركة الإلكترونيات اليابانية تي دي كاي الراعي الرسمي لقمصان الفريق منذ 1982 وحتى 1991. ومنذ 1991 أصبح بنك ايه بي ان امرو الهولندي هو راعي قمصان الفريق وذلك حتى 2008. وفي مطلع أبريل 2007 ارتدى لاعبو أياكس قمصان مختلفة أثناء مواجهتهم مع نادي هيراكليس ألميلو، وهي قمصان تظهر شعار فلوريوس (Florius)، وهو برنامج بنكي أطلقه بنك ايه بي ان امرو، حيث أراد البنك الترويج لبرنامجه الجديد ولكن في مباراة واحدة فقط. ومع مطلع 2009، أصبحت شركة أيجون الراعي الرسمي الجديد لمدة سبع سنوات.
تم تصنيع القمصان بواسطة لو كوك سبورتيف بين سنوات 1973-1977، وبواسطة بوما بين 1977-1979، وشركة كور دو باي خلال السنتين اللاحقتين، ثم عادت لو كوك سبورتيف لتصنع القمصان بين سنوات 1980-1984، ومن ثم شركة كابا بين 1985-1989، وأمبرو بين 1989-2000، ومنذ 2000 أصبحت أديداس هي القائمة بمهمة تصنيع قمصان أياكس وحصلت على حق التصنيع لمدة خمس وعشرين سنة.
في نهاية موسم 2013-14، فاز نادي أياكس بجائزة القصمان الأفضل التي تقدمها أديداس وذلك مع قمصانهم ذات اللونين الأسود والوردي، وفي حين أن أياكس فاز للمرة الأولى بهذه الجائزة فقد حصل عليها من قبله نادي يوفنتوس ومنتخب بلجيكا وغيرهم.
في 7 نوفمبر 2014، تم الإعلان عن إبرام عقد لمدة أربع سنوات ونصف وبقيمة 8 ملايين يورو سنوياً بين مشغل الكابلات الهولندي زيغو ونادي أياكس ليكون الراعي الجديد لقمصان الفريق.

### مديرو الفريق
قائمة بمديري الفريق:
- فلوريس ستيمبل (1900-1908)
- كريس هولست (1908-1910)
- هان ديد (1910-1912)
- كريس هولست (1912-1913)
- فيليم إيجيمان (1913-1925)
- فرانز شويفارت (1925-1932)
- ماريوس كولهاس (1932-1956)
- ويم فولكرس (1956-1958)
- Jan Melchers (1958-64)
- Jaap van Praag (1964–78)
- تون هارمسن (1978–88)
- مايكل فان براغ (1989-2003)
- John Jaakke (2003–08)
- أوري كورونيل (2008-11)
- Hennie Henrichs (2011–20)
- Frank Eijken (2020–)

### المدربون السابقون
| - (1910-15) جاك كيروان - (1915-25) جاك رينولدز - (1925-26) هارولد روز - (1926-28) ستانلي كاسل - (1928-40) جاك رينولدز - (1940-41) فيلموس هالبرن - (1941-42) فيم فولكرس - (1942-45) دولف فان كول - (1945-47) جاك رينولدز - (1948-50) والتر كورك - (1947-48) روبرت سميث - (1950-52) روبرت تومسون - (1952-53) كاريل كوفمان - (1953-54) والتر كورك - (1954-59) كارل هومنبرجر - (1959-61) فيك بوكنغهام - (1961-62) كيث سبورجون - (1962-63) جوزيف غروبر | - (1963-64) جاك رولي - (1964-65) فيك بوكنغهام - (1965-71) رينوس ميتشيلز - (1988-89) أنطوان كون - بوبي هارمس - باري هولشوف (مؤقتون) - (1989-91) ليو بينهاكر - (1971-73) ستيفان كوفاتش - (1973-74) جورج نوبل - (1974) بوبي هارمس - (1974-75) هولندا هانز كراي - (1975) جان فان دال - (2001-05) رونالد كومان - (1975-76) رينوس ميتشيلز - (1981) آياد دي موس - (1976-78) توميسلاف إيفيتش - (1978-79) كور بروم - (1979-81) ليو بينهاكر - (1981-82) كورت ليندر - (1982-85) آياد دي موس - (1985) أنطوان كون - توني سلوت - كو فان دير هارت (مؤقتون) - (1985-88) يوهان كرويف - (1988) كورت ليندر | - (1991-97) لويس فان خال - (1997-99) مورتن أولسن - (1999-00) يان ووترس - (2000) هانز ويسترهوف (مؤقت) - (2000-01) كو ادريانسي - (2005) رود كرول (مؤقت) - (2005-06) داني بلايند (مؤقت) - (2006-07) هينك تين كاتي - (2007-08) أدري كوستر - (2008-09) ماركو فان باستن - (2009) جون فان إت شخيب - (2009-10) مارتن يول - (2010-16) فرانك دي بور - (2016-17) بيتر بوش - (2017) مارسيل كايزر - (2018 -) إيرك تين هاغ |

## الألقاب
مصادر: 

### البطولات المحلية
- الدوري الهولندي (36 مرة):1917–18, 1918–19, 1930–31, 1931–32, 1933–34, 1936–37, 1938–39, 1946–47, 1956–57 ,1959–60 ,1965–66 ,1966–67 ,1967–68 ,1969–70 ,1971–72 ,1972–73، 1976–77 ,1978–79، 1979–80 , 1981–82 , 1982–83 , 1984–85 , 1989–90 , 1993–94، 1994–95 ,1995–96 ,1997–98 ,2001–02، 2003–04 ,2010–11 ,2011–12,2012–13,2013–14، 2018–19، 2020–21، 2021–22
- كأس هولندا (20 مرة):1916–17,1942–43, 1960–61 ,1966–67 ,1969–70 ,1970–71 ,1971–72 ,1978–79 , 1982–83 ,1985–86 ,1986–87 ,1992–93 ,1997–98 ,1998–99 ,2001–02 ,2005–06 ,2006–07 ,2009–10 , 2018–19 , 2020–21
- كأس السوبر الهولندي (9 مرات): 1993, 1994, 1995, 2002, 2005, 2006, 2007, 2013 ,2019

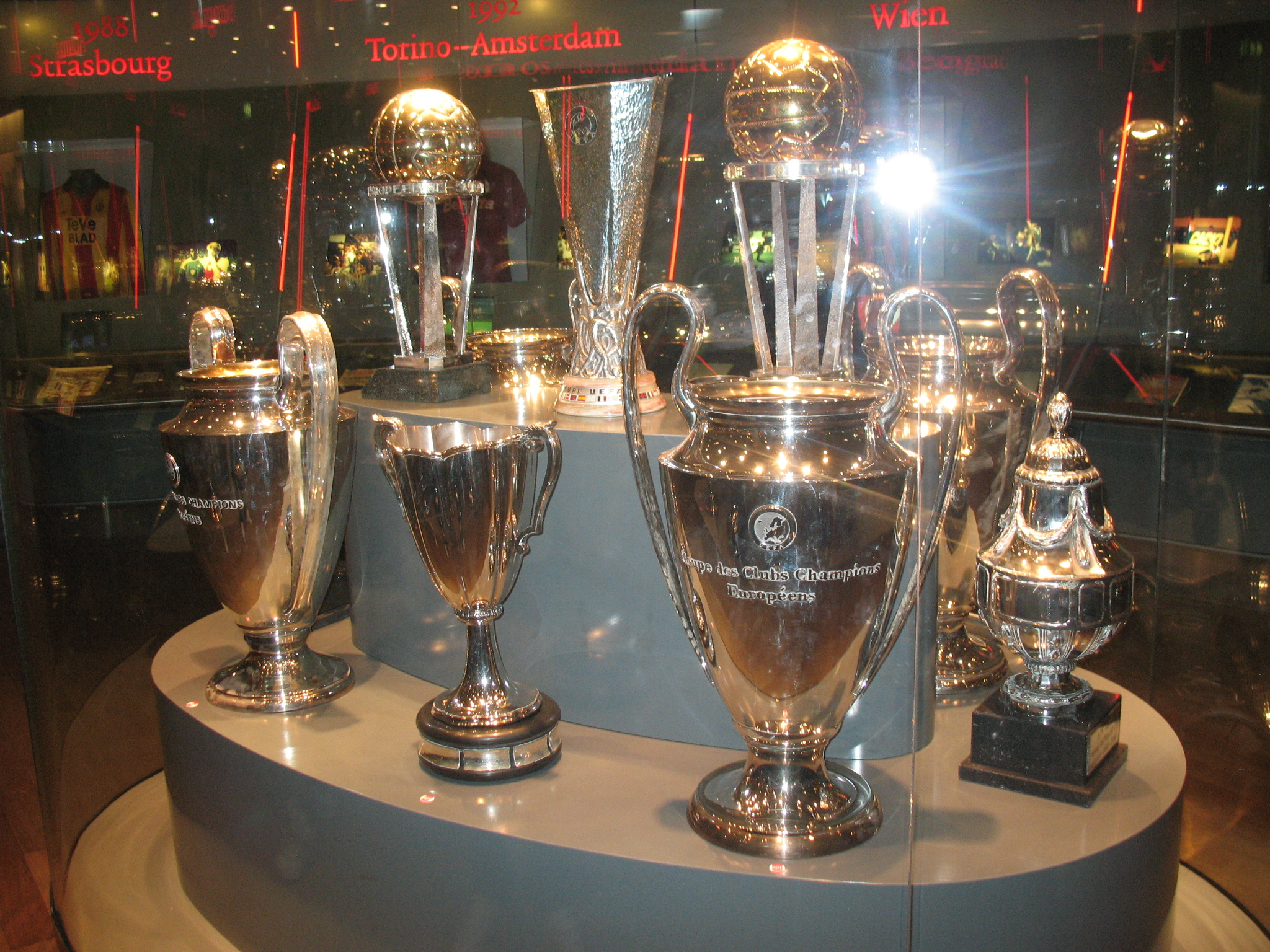
استعراض لألقاب أياكس القارية.

### البطولات القارية
- دوري أبطال أوروبا (4 مرات): 1970–71، 1971–72، 1972–73، 1994–95
- كأس السوبر الأوروبي (مرتين): 1974, 1995
- كأس الاتحاد الأوروبي (مرة): 1992
- كأس الكؤوس الأوروبية (مرة): 1987
- كأس الإنتركونتيننتال (مرتين): 1972, 1995

## سجل المشاركات المحلية
مشاركات أياكس المحلية منذ استحداث الدوري الهولندي الممتاز في 1956:
| المشاركات المحلية منذ 1956 | المشاركات المحلية منذ 1956 | المشاركات المحلية منذ 1956 | المشاركات المحلية منذ 1956 | المشاركات المحلية منذ 1956 |
| الدوري                     | ترتيب الدوري               | يتأهل إلى                  | موسم كأس هولندا            | نتيجة الكأس                |
| -------------------------- | -------------------------- | -------------------------- | -------------------------- | -------------------------- |
| الدوري الهولندي 2024–25    | الثاتي                     | دوري أبطال أوروبا          | 2024–25                    | دور ال 16                  |
| الدوري الهولندي 2023–24    | الخامس                     | الدوري الأوروبي            | 2023–24                    | الجولة الثانية             |
| الدوري الهولندي 2022–23    | الثالث                     | الدوري الأوروبي            | 2022–23                    | الوصيف                     |
| الدوري الهولندي 2021–22    | الأول                      | دوري أبطال أوروبا          | 2021–22                    | الوصيف                     |
| الدوري الهولندي 2020–21    | الأول                      | دوري أبطال أوروبا          | 2020–21                    | البطل                      |
| الدوري الهولندي 2019–20    | الأول (لم يمنح لقب)        | دوري أبطال أوروبا          | 2019–20                    | نصف النهائي                |
| الدوري الهولندي 2018–19    | الأول                      | دوري أبطال أوروبا          | 2018–19                    | البطل                      |
| الدوري الهولندي 2017–18    | الثاني                     | دوري أبطال أوروبا          | 2017–18                    | دور ال 16                  |
| الدوري الهولندي 2016–17    | الثاني                     | دوري أبطال أوروبا          | 2016–17                    | الجولةا لثالثة             |
| الدوري الهولندي 2015–16    | الثاني                     | دوري أبطال أوروبا          | 2015–16                    | الجولة الثالثة             |
| الدوري الهولندي 2014–15    | الثاني                     | دوري أبطال أوروبا          | 2014–15                    | دور ال 16                  |
| الدوري الهولندي 2013–14    | الأول                      | دوري أبطال أوروبا          | 2013–14                    | النهائي                    |
| الدوري الهولندي 2012–13    | الأول                      | دوري أبطال أوروبا          | 2012–13                    | نصف النهائي                |
| الدوري الهولندي 2011–12    | الأول                      | دوري أبطال أوروبا          | 2011–12                    | الجولة الرابعة             |
| الدوري الهولندي 2010–11    | الأول                      | دوري أبطال أوروبا          | 2010–11                    | النهائي                    |
| الدوري الهولندي 2009–10    | الثاني                     | دوري أبطال أوروبا          | 2009–10                    | البطل                      |
| الدوري الهولندي 2008–09    | الثالث                     | الدوري الأوروبي            | 2008–09                    | الجولة الثالثة             |
| الدوري الهولندي 2007–08    | الثاني                     | كأس الاتحاد الأوروبي       | 2007–08                    | دور ال 16                  |
| الدوري الهولندي 2006–07    | الثاني                     | دوري أبطال أوروبا          | 2006–07                    | البطل                      |
| الدوري الهولندي 2005–06    | الرابع                     | دوري أبطال أوروبا          | 2005–06                    | البطل                      |
| الدوري الهولندي 2004–05    | الثاني                     | دوري أبطال أوروبا          | 2004–05                    | نصف النهائي                |
| الدوري الهولندي 2003–04    | الأول                      | دوري أبطال أوروبا          | 2003–04                    | دور ال 16                  |
| الدوري الهولندي 2002–03    | الثاني                     | دوري أبطال أوروبا          | 2002–03                    | نصف النهائي                |
| الدوري الهولندي 2001–02    | الأول                      | دوري أبطال أوروبا          | 2001–02                    | البطل                      |
| الدوري الهولندي 2000–01    | الثالث                     | دوري أبطال أوروبا          | 2000–01                    | دور ال 16                  |
| الدوري الهولندي 1999–00    | الخامس                     | كأس الاتحاد الأوروبي       | 1999–2000                  | دور ال 16                  |
| الدوري الهولندي 1998–99    | السادس                     | كأس الاتحاد الأوروبي       | 1998–99                    | البطل                      |
| الدوري الهولندي 1997–98    | الأول                      | دوري أبطال أوروبا          | 1997–98                    | البطل                      |
| الدوري الهولندي 1996–97    | الرابع                     | كأس الاتحاد الأوروبي       | 1996–97                    | الجولة الثانية             |
| الدوري الهولندي 1995–96    | الأول                      | دوري أبطال أوروبا          | 1995–96                    | دور ال 16                  |
| الدوري الهولندي 1994–95    | الأول                      | دوري أبطال أوروبا          | 1994–95                    | ربع النهائي                |
| الدوري الهولندي 1993–94    | الأول                      | دوري أبطال أوروبا          | 1993–94                    | نصف النهائي                |
| الدوري الهولندي 1992–93    | الثالث                     | كأس الكؤوس الأوروبية       | 1992–93                    | البطل                      |
| الدوري الهولندي 1991–92    | الثاني                     | كأس الاتحاد الأوروبي       | 1991–92                    | ربع النهائي                |
| الدوري الهولندي 1990–91    | الثاني                     | كأس الاتحاد الأوروبي       | 1990–91                    | ربع النهائي                |
| الدوري الهولندي 1989–90    | الأول                      | مُنع من المشاركة            | 1989–90                    | نصف النهائي                |
| الدوري الهولندي 1988–89    | الثاني                     | كأس الاتحاد الأوروبي       | 1988–89                    | ربع النهائي                |
| الدوري الهولندي 1987–88    | الثاني                     | كأس الاتحاد الأوروبي       | 1987–88                    | الجولة الثانية             |
| الدوري الهولندي 1986–87    | الثاني                     | كأس الكؤوس الأوروبية       | 1986–87                    | البطل                      |
| الدوري الهولندي 1985–86    | الثاني                     | كأس الكؤوس الأوروبية       | 1985–86                    | البطل                      |
| الدوري الهولندي 1984–85    | الأول                      | كأس أوروبا                 | 1984–85                    | دور ال 16                  |
| الدوري الهولندي 1983–84    | الثالث                     | كأس الاتحاد الأوروبي       | 1983–84                    | دور ال 16                  |
| الدوري الهولندي 1982–83    | الأول                      | كأس أوروبا                 | 1982–83                    | البطل                      |
| الدوري الهولندي 1981–82    | الأول                      | كأس أوروبا                 | 1981–82                    | دور ال 16                  |
| الدوري الهولندي 1980–81    | الثاني                     | كأس الكؤوس الأوروبية       | 1980–81                    | النهائي                    |
| الدوري الهولندي 1979–80    | الأول                      | كأس أوروبا                 | 1979–80                    | النهائي                    |
| الدوري الهولندي 1978–79    | الأول                      | كأس أوروبا                 | 1978–79                    | البطل                      |
| الدوري الهولندي 1977–78    | الثاني                     | كأس الاتحاد الأوروبي       | 1977–78                    | النهائي                    |
| الدوري الهولندي 1976–77    | الأول                      | كأس أوروبا                 | 1976–77                    | الجولة الثانية             |
| الدوري الهولندي 1975–76    | الثالث                     | كأس الاتحاد الأوروبي       | 1975–76                    | ربع النهائي                |
| الدوري الهولندي 1974–75    | الثالث                     | كأس الاتحاد الأوروبي       | 1974–75                    | دور الـ 16                 |
| الدوري الهولندي 1973–74    | الثالث                     | كأس الاتحاد الأوروبي       | 1973–74                    | نصف النهائي                |
| الدوري الهولندي 1972–73    | الأول                      | كأس أوروبا                 | 1972–73                    | الجولة الثانية             |
| الدوري الهولندي 1971–72    | الأول                      | كأس أوروبا                 | 1971–72                    | البطل                      |
| الدوري الهولندي 1970–71    | الثاني                     | كأس أوروبا                 | 1970–71                    | البطل                      |
| الدوري الهولندي 1969–70    | الأول                      | كأس أوروبا                 | 1969–70                    | البطل                      |
| الدوري الهولندي 1968–69    | الثاني                     | كأس المعارض الأوروبية      | 1968–69                    | دور ال 16                  |
| الدوري الهولندي 1967–68    | الأول                      | كأس أوروبا                 | 1967–68                    | النهائي                    |
| الدوري الهولندي 1966–67    | الأول                      | كأس أوروبا                 | 1966–67                    | البطل                      |
| الدوري الهولندي 1965–66    | الأول                      | كأس أوروبا                 | 1965–66                    | ربع النهائي                |
| الدوري الهولندي 1964–65    | الثالث عشر                 | –                          | 1964–65                    | الجولة الأولى              |
| الدوري الهولندي 1963–64    | الخامس                     | –                          | 1963–64                    | نصف النهائي                |
| الدوري الهولندي 1962–63    | الثاني                     | –                          | 1962–63                    | دور ال 16                  |
| الدوري الهولندي 1961–62    | الرابع                     | –                          | 1961–62                    | ?                          |
| الدوري الهولندي 1960–61    | الثاني                     | –                          | 1960–61                    | البطل                      |
| الدوري الهولندي 1959–60    | الأول                      | كأس أوروبا                 | لم تُعقد                    | لم تُعقد                    |
| الدوري الهولندي 1958–59    | السادس                     | –                          | 1958–59                    | ?                          |
| الدوري الهولندي 1957–58    | الثالث                     | –                          | 1957–58                    | ?                          |
| الدوري الهولندي 1956–1957  | الأول                      | كأس أوروبا                 | 1956–57                    | ?                          |

## عن النادي

### الشعار
في 1900، بعدما أُسس النادي، كان شعاره عبارة عن مجرد صورة للاعب أياكس. ثم تغير الشعار بعض الشيء بعد انتقال النادي إلى المنافسة الأعلى في 1911 وذلك ليلائم الملابس الجديدة للفريق. في عام 1928، جاء شعار الفريق بتصميم لرأس البطل الإغريقي أياكس. وتغير الشعار مرة أخرى في 1990 مع نفس النسخة لكن بتصميم تجريدي. أما الشعار الجديد فهو لايزال يصوّر البطل الإغريقي أياكس، لكن مع 11 خط يرمزون إلى لاعبي الفريق الأحد عشر.

### أرقام قياسية
أول لاعب من النادي في منتخب هولندا يحصل على لقب دولي هو جيرارد فورتجنس في سنة 1911، وأول لاعب يسجل هدف دولي لمنتخب هولندا هو ثيو بروكمان.
اللاعب الأكثر مشاركة مع النادي هو سياك سفارت بالمشاركة في 463 مباراة. أما هداف النادي فهو بيت فان رينين برصيد 278 هدف (باحتساب المنافسات الرسمية فقط) وذلك خلال مشاركته مع النادي بين 1928-1943، ويليه يوهان كرويف بـ 270 هدف. وأكثر من سجل أهداف في موسم واحد هو هينك غروت في موسم 1960-61 بتسجيله 64 هدف خلال مشاركته في 46 مباراة، ويليه لويس سواريز بـ 49 هدف في 48 مباراة في موسم 2009-10.
يعتبر كل من ماتياس دي ليخت وفرينكي دي يونغ أغلى اللاعبين الذين باعهم النادي، حيث قدرت صفقة انتقال المدافع الشاب ماتياس دي ليخت إلى يوفنتوس في صيف 2019 بنحو 85 مليون يورو وكان يبلغ تسع عشر عاماً، في حين قُدِّر انتقال فرينكي دي يونغ في نفس السنة بنحو 75 مليون يورو. كما أن صفقة انتقال يوهان كرويف إلى برشلونة في 1973 كانت أغلى صفقة شهدها عالم كرة القدم في ذلك الوقت، وذلك بمبلغ 922 ألف يورو.

### القميص رقم 14
بداية من موسم 2007-2008، قررت إدارة النادي ألا يرتدي أي لاعب القميص رقم 14 تقديرًا ليوهان كرويف الذي عُرف بالرقم خلال مسيرته مع النادي. وأتى رد كرويف بالمزاح؛ وقال أنه يجب أن يرتدي القميص أفضل لاعب في الفريق. وقبل القرار، كان آخر من ارتدى القميص 14 هو لاعب خط الوسط الإسباني روجر غارسيا. لكن، وبصفة استثنائية، في موسم 2011-12 ارتدى مارفين زيجيلار القميص في مباراة قبل بداية الموسم، وكذلك اللاعب آراس أوبيليز في نفس الموسم.
قائمة باللاعبين الذين ارتدوا القميص 14 بعد رحيل كرويف عن النادي:
| - زولتان فارغا - 1973–74 - جان مولدر 1974–75 - غيرت ماير 1975–76 - فرانك أرنسن 1976–77 ,1977–78 - تسشين لا لينغ 1978–79 - Karel Bonsink 1979–80 - فرانك ريكارد 1980–81 - Sonny Silooy 1981–82 - ماركو فان باستن 1982–83 | - دانيل دا كروز كارڤالهو 1997–98, 1998–99 - مارتن ريوسر 1999–00 - بروتيل هوزي 2000–01 - شوتا أرفيلادزه 2001–02 - Jan van Halst 2002–03 - جيل فان دام 2003–04 - توماس فيرمايلين 2004–05 - ماكسويل 2005–06 - روجر غارسيا 2006–07 |

## قادة الفريق
| السنة     | الاسم               | مصادر  |
| --------- | ------------------- | ------ |
| 1970-1971 | فيليبور فاسوفيتش    |        |
| 1971-1972 | بيت كايزر           |        |
| 1972-1973 | يوهان كرويف         |        |
| 1973-1974 | بيت كايزر           |        |
| 1974-1980 | رود كرول            |        |
| 1980-1981 | فرانك أرنسن         |        |
| 1981-1983 | سورين لربي          |        |
| 1983-1985 | ديك شوناكر          |        |
| 1985-1985 | فرانك ريكارد        |        |
| 1986-1987 | ماركو فان باستن     |        |
| 1987-1992 | جون فان إت شخيب     |        |
| 1992-1999 | داني بلايند         | [ 74 ] |
| 1999-2001 | توماش غالاسيك       | [ 75 ] |
| 2001-2003 | كريستيان كيفو       | [ 76 ] |
| 2003-2004 | ياري ليتمانن        | [ 77 ] |
| 2004      | رافاييل فان در فارت | [ 78 ] |
| 2004-2006 | توماش غالاسيك       | [ 79 ] |
| 2006      | جوليين إسكوديه      | [ 80 ] |
| 2006-2007 | ياب ستام            | [ 81 ] |
| 2008-2009 | كلاس يان هونتيلار   | [ 82 ] |
| 2009      | توماس فيرمايلين     | [ 83 ] |
| 2009-2011 | لويس سواريز         | [ 84 ] |
| 2011      | مارتن ستيكلنبيرغ    | [ 85 ] |
| 2011-2012 | يان فيرتونغن        | [ 86 ] |
| 2012-2014 | سييم دي جونغ        | [ 87 ] |
| 2014-2015 | نيكلاس مويساندر     | [ 88 ] |
| 2015-2017 | دافي كلاسن          | [ 89 ] |
| 2017-2018 | جويل فيلتمان        | [ 90 ] |
| 2018-2019 | ماتيس دي ليخت       | [ 91 ] |
| 2019-2023 | دوشان تاديتش        | [ 92 ] |
| 2023–2024 | ستيفن بيرجوين       |        |
| 2024–     | جوردان هندرسون      |        |

## تشكيلة الفريق
آخر تحديث 6 فبراير 2025.
ملاحظة: تشير الأعلام إلى المنتخب بحسب قواعد الأهلية المعتمدة من قبل الفيفا؛ تنطبق بعض الاستثناءات المحدودة. وقد يحمل اللاعبون أكثر من جنسية لا تعترف بها الفيفا.
| الرقم   | البلد    | المركز | اللاعب          |
| ------- | -------- | ------ | --------------- |
| 2       | البرازيل | مدافع  | لوكاس روزا      |
| 3       | الدنمارك | مدافع  | أنطون جايي      |
| 4       | هولندا   | مدافع  | جوريل هاتو      |
| 5       | هولندا   | مدافع  | أوين وينديل     |
| 6       | إنجلترا  | وسط    | جوردان هندرسون  |
| 8       | هولندا   | وسط    | كينيث تايلور    |
| 9       | هولندا   | مهاجم  | بريان بروبي     |
| 11 (39) | بلجيكا   | مهاجم  | ميكا غوتس       |
| 12      | هولندا   | حارس   | جاي جورتر       |
| 13      | تركيا    | مدافع  | أحمدكان كابلان  |
| 15      | هولندا   | مدافع  | يوري باس        |
| 16      | البرازيل | حارس   | ماتيوس          |
| 17      | النرويج  | وسط    | أوليفر إدواردسن |
| 18      | هولندا   | وسط    | دافي كلاسن      |

| الرقم   | البلد        | المركز | اللاعب                        |
| ------- | ------------ | ------ | ----------------------------- |
| 19      | هولندا       | مهاجم  | جوليان ريكهوف                 |
| 20      | بوركينا فاسو | مهاجم  | بيرتراند تراوري               |
| 21      | هولندا       | وسط    | برانكو فان دن بومان           |
| 22      | هولندا       | حارس   | ريمكو باسفير                  |
| 23      | هولندا       | وسط    | ستيفن بيرغويس (القائد الثالث) |
| 24 (26) | إيطاليا      | مدافع  | دانييلي روغاني                |
| 25      | هولندا       | مهاجم  | فوتر فيغورست                  |
| 27      | هولندا       | مهاجم  | أموريخو فان أكسيل دونغين      |
| 28      | هولندا       | وسط    | كيان فيتز-جيم                 |
| 29      | الدنمارك     | مهاجم  | كريستيان راسموسن              |
| 36      | هولندا       | مدافع  | ديس جانسي                     |
| 37      | كرواتيا      | مدافع  | جوسيب سوتالو                  |
| 44      | هولندا       | وسط    | يوري ريجير                    |

## اللاعبون المعارون
| الرقم | المركز | المواطنة | اللاعب                                              |
| ----- | ------ | -------- | --------------------------------------------------- |
| —     | مدافع  | هولندا   | تريستان عوير (إلى بي إي سي زفوله حتى 30 يونيو 2025) |
| –     | مدافع  | كرواتيا  | ياكوو مديتش (إلى نادي بوخوم حتى 30 يونيو 2025)      |
| –     | مدافع  | كرواتية  | بورنا سوسا (إلى تورينو حتى 30 يونيو 2025)           |

| الرقم | المركز | المواطنة | اللاعب                                                   |
| ----- | ------ | -------- | -------------------------------------------------------- |
| –     | مهاجم  | البرتغال | كارلوس بوجيس (في وولفرهامبتون واندررز حتى 30 يونيو 2025) |
| —     | مدافع  | تركيا    | ناسي أونوفار (في طرابزون سبور حتى 30 يونيو 2025)         |

### اللاعبون المعارون بأحقية الشراء
| الرقم | المركز | المواطنة | اللاعب                                     |
| ----- | ------ | -------- | ------------------------------------------ |
| 27    | مهاجم  | هولندا   | نوا لانج (إلى كلوب بروج حتى 30 يونيو 2021) |

| الرقم | المركز   | المواطنة | اللاعب                                       |
| ----- | -------- | -------- | -------------------------------------------- |
| —     | خط الوسط | رومانيا  | Răzvan Marin (إلى كالياري حتى 30 يونيو 2021) |

## النوادي المرتبطة
النوادي التالية موقعة حالياً على عقد تشاركي أو تعاوني مع نادي أياكس. تمثل السنة المذكورة بداية التعاقد:
- أياكس كيب تاون (1999)[94]
- الميري سيتي (2005)[95]
- برشلونة (2007)[96][97]
- كروزيرو (2007)[98]
- بكين سينوبو غوان (2007)[99]
- بالميراس (2010)[100]
- ترنتشين (2012)[101]
- غوانغجو آر أند إف (2017)[102]
- ساغان توسو (2018)[103]
- سيدني إف سي (2018)[104]
- سبارتا روتردام (2019)[105]

النوادي التالية كانت متشاركة سابقاً مع أياكس في السنوات الآتية:
- بيرسخوت إيه سي (1999–2003)[106]
- أشانتي غولد (1999–2003)[107]
- أياكس أورلاندو (2003–2007)[108]
- هارلم (2006–2010)[109]
- فولندام (2007–2010)[110]

## وصلات خارجية
- الموقع الرسمي
 (بالهولندية)